# Einar Lundborg
Einar Paul Albert Muni Lundborg est un aviateur suédois, célèbre pour avoir sauvé Umberto Nobile après son accident de dirigeable au Spitzberg le 23 juin 1928. Né le 5 avril 1896 à Calcutta, il est décédé le 27 janvier 1931 à Malmslätt. 

## Biographie
Fils d'un missionnaire en Inde, il fait ses études à Uppsala puis à Stockholm. 
Entré dans l'armée le 6 juin 1914, il participe en 1918 à la Guerre civile finlandaise puis en 1919-1920 à la Guerre d'indépendance de l'Estonie. En 1928, après le sauvetage de Nobile qui a eu lieu le 23 juin, il est promu capitaine dans l'Armée de l'air suédoise. 
Il meurt lors d'un vol d'essai du Svenska J6 Jaktfalken à Malmslätt. Il est inhumé à Linköping. 

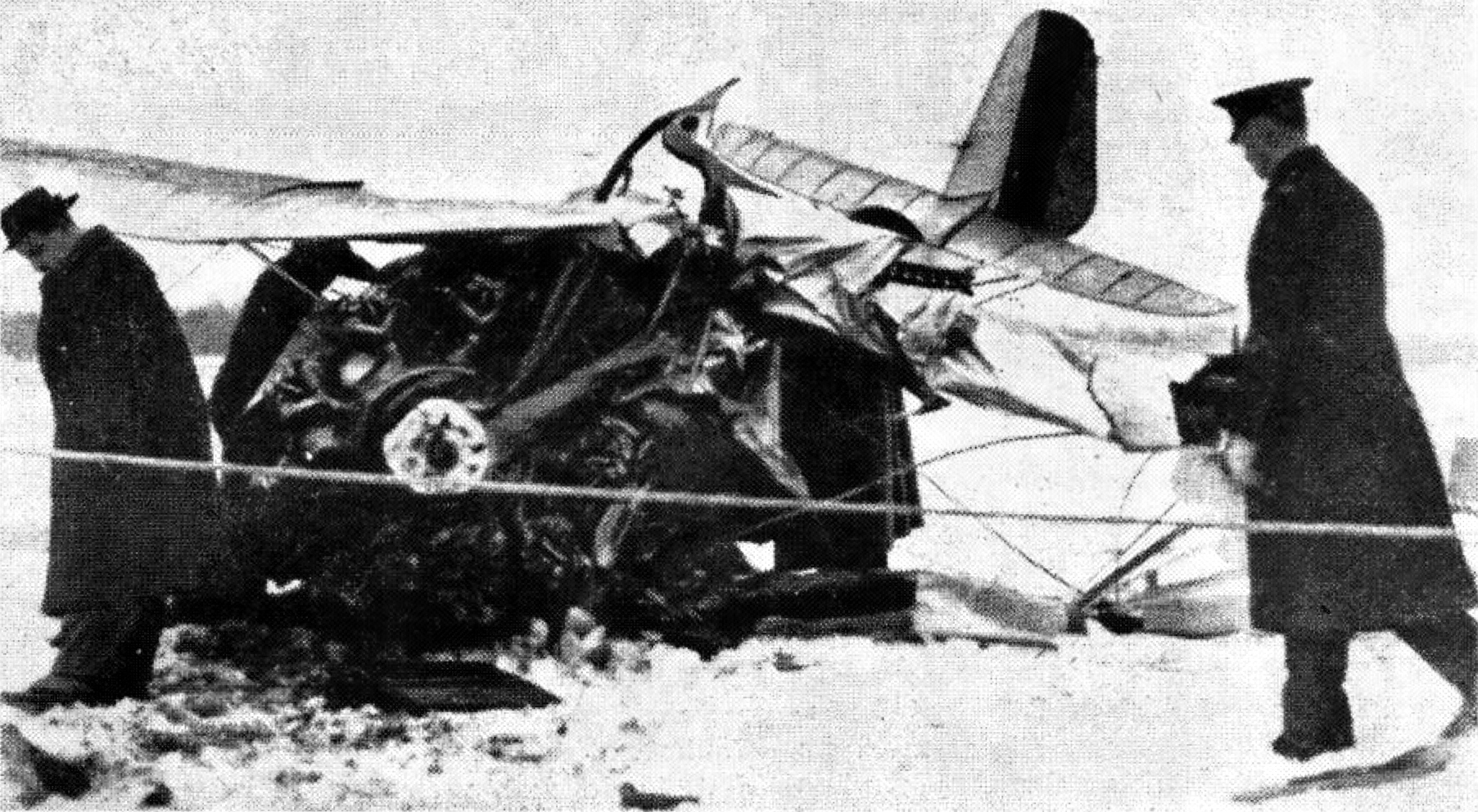
L'accident de Lundborg

## Distinctions
Il a reçu de nombreuses distinctions telles : l'Ordre de la Croix de la Liberté, l'Ordre de la Rose blanche, l'Ordre de Saint-Vladimir, l'Ordre de Sainte-Anne ou encore la Croix de fer. 

## Œuvre
- The Arctic Rescue - How Nobile Was Saved (Soomusautoga Eesti Vabadussõjas. Minu rindeelamusi 1919–1920) (1929)[3]

## Cinéma
Le personnage de Einar Lundborg est évoqué dans le film La Tente rouge. Il est interprété par Hardy Krüger. 